# کیگان پارکر
کیگان پارکر (انگلیسی: Keigan Parker؛ زادهٔ ۸ ژوئن ۱۹۸۲) بازیکن فوتبال اهل بریتانیا است.
از باشگاه‌هایی که در آن بازی کرده است می‌توان به باشگاه فوتبال هادرزفیلد تاون، باشگاه فوتبال هارتل پول یونایتد، باشگاه فوتبال منزفیلد تاون، باشگاه فوتبال فلیتوود تاون، باشگاه فوتبال کلاید، باشگاه فوتبال فایلد، باشگاه فوتبال کورک سیتی، باشگاه فوتبال ایر یونایتد، باشگاه فوتبال استوک‌پورت کانتی، باشگاه فوتبال اولدهام اتلتیک، باشگاه فوتبال بلکپول، باشگاه فوتبال ای‌اف‌سی بلک‌پول، باشگاه فوتبال سنت جانستون، و باشگاه فوتبال بری اشاره کرد.
وی همچنین در تیم ملی فوتبال زیر ۲۱ سال اسکاتلند بازی کرده است.